# Gold Sun and Silver Moon
Gold Sun and Silver Moon (estilizado em maiúsculas) é o quinto álbum de estúdio da banda japonesa de visual rock Shazna, lançado em 22 de janeiro de 1998 pela gravadora BMG Japan, seu primeiro álbum em uma grande gravadora. Uma edição de 2004 da revista musical Band Yarouze o elegeu como um dos melhores álbuns de 1989 a 1998.

## Recepção
Gold Sun and Silver Moon foi nomeado Álbum de Rock do Ano pela Japan Gold Disc Awards e certificado como disco de platina tripla pela RIAJ. Foi o 42° álbum mais vendido no Japão em 1998, com 603,130 cópias no total.

## Turnê
A turnê de lançamento do álbum, chamada Shazna Tour`98 Moonlight Dream –Mid Summer Night Dream-, começou em 4 de agosto em Hokkaido e terminou em 4 de setembro no Nippon Budokan.

## Faixas
Todas as letras escritas por Izam. 
| N.º            | Título                                                            | Duração |  |
| 1.             | "White Fairytale"                                                 | 5:12    |  |
| 2.             | "Lilly of the Valley"                                             | 5:08    |  |
| 3.             | "Sweet Angel"                                                     | 3:52    |  |
| 4.             | "Aurora"                                                          | 4:48    |  |
| 5.             | "Sweet Heart Memory"                                              | 4:49    |  |
| 6.             | "Secret Love"                                                     | 5:04    |  |
| 7.             | "Magenta Story"                                                   | 4:34    |  |
| 8.             | "Melty Love"                                                      | 5:33    |  |
| 9.             | "Romance"                                                         | 5:55    |  |
| 10.            | "Sumire September Love" (すみれ September Love, cover de Ippu-Do) | 6:00    |  |
| 11.            | "Refrain of Dreams"                                               | 4:41    |  |
| 12.            | "Das Spiel"                                                       | 3:30    |  |
| Duração total: | Duração total:                                                    | 59:11   |  |

## Ficha técnica
- Izam - vocal
- A・O・I  - guitarra
- Niy - baixo